# Karszuni járás

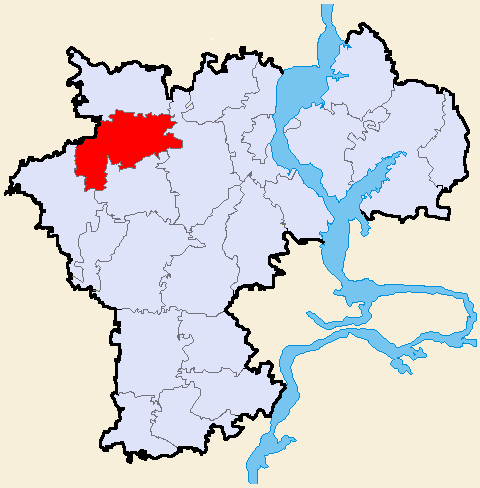
A Karszuni járás az Uljanovszki területen

A Karszuni járás (oroszul Карсунский район) Oroszország egyik járása az Uljanovszki területen. Székhelye Karszun.

## Népesség
- 2002-ben lakosságának 85%-a orosz, 10%-a tatár, 2%-a csuvas, 1%-a mordvin.
- 2010-ben 25 170 lakosa volt.